# Overal is de duivel
Overal is de duivel (oorspronkelijke Engelstalige titel: Evil Under the Sun) is een roman van Agatha Christie. Het boek kwam oorspronkelijk uit in 1941 in het Verenigd Koninkrijk onder de titel Evil under the Sun en werd uitgegeven door Collins Crime Club. Dodd, Mead and Company bracht het datzelfde jaar ook uit op de Amerikaanse markt. Het boek werd in 1947 vertaald in het Nederlands. Een alternatieve Nederlandstalige titel is Kwaad onder de zon.

## Samenvatting
Hercule Poirot logeert in een hotel aan de zeekust, de De Vrolijke Zeerover. Hij heeft een aantal zaken achter de rug en geniet van een welverdiende vakantie. De gemoedelijke vakantiesfeer wordt wreed verstoord door de moord op de beeldschone en rijke actrice Arlena Stuart. Vanaf het begin af aan is het overduidelijk dat Arlena Stuart — getrouwd met Kenneth Marshall — menigeen tot vijand heeft gemaakt, waardoor bijna iedere aanwezige persoon in het hotel een motief heeft om Arlena dood te wensen. Als Poirot ontdekt dat een moord uit het verleden veel weg heeft van die op Alena Stuart, weet hij deze zaak tot een goed einde te brengen.

## Films, televisie en computerspellen
Het boek werd verfilmd in 1982 als Evil Under the Sun met Peter Ustinov in de hoofdrol. De film werd opgenomen op het Spaanse Mallorca in 1981.
De tweede verfilming was een aflevering in 2001 van de televisieserie Agatha Christie's Poirot, met David Suchet in de titelrol. Deze werd opgenomen op het Burgh Island Hotel op Burgh Island, een eiland voor de kust van Devon. Ze weken van het plot af; zo komt bijvoorbeeld kapitein Hastings in het verhaal voor, en is het hotel een rustoord waar Poirot om medische reden een kuur volgt.
Er is ook computerspel verschenen dat was gebaseerd op het boek, Agatha Christie: Evil Under the Sun (2007) voor Microsoft Windows en Nintendo Wii.